# Otto Fiebrantz

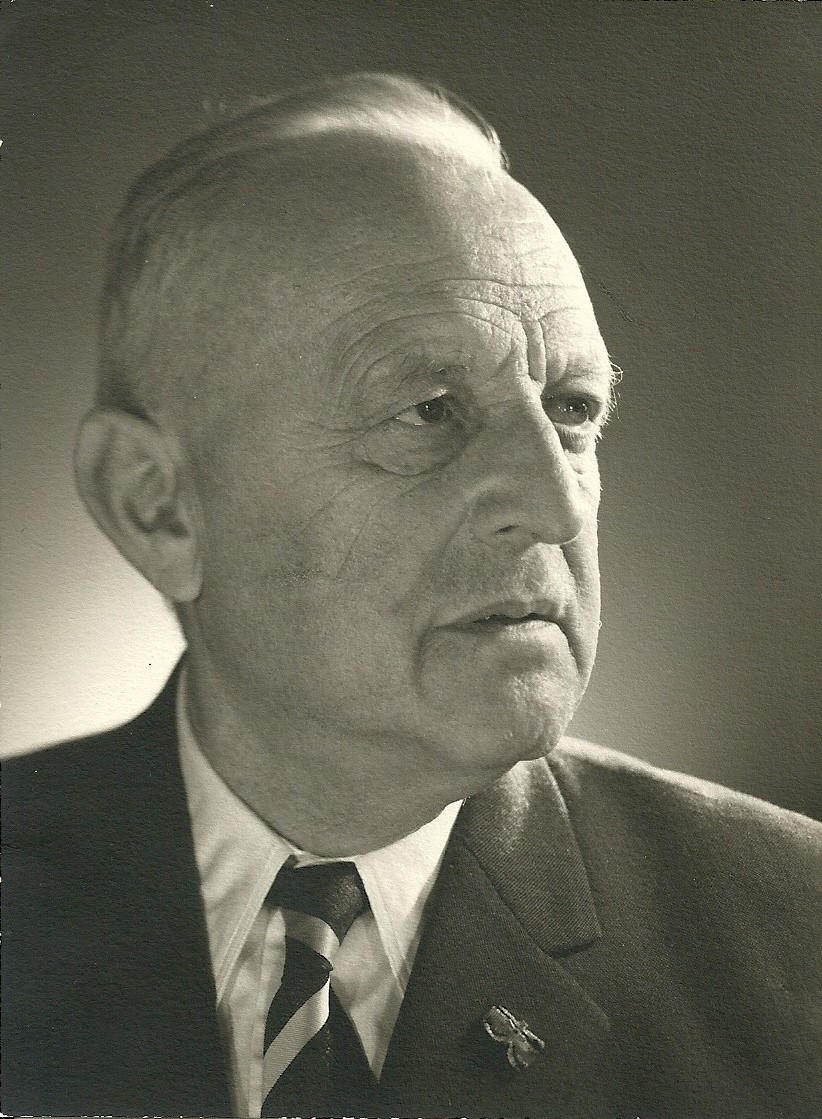
Otto Fiebrantz

Otto Fiebrantz (* 20. November 1880 in Berlin; † 18. Dezember 1965 in Oldenburg (Oldb)) war ein deutscher Verwaltungsjurist.

## Leben
Fiebrantz war Sohn eines aus Treptow an der Rega stammenden Apothekers. Er wuchs in Berlin-Friedenau auf und studierte an der Universität Leipzig erst Philologie und dann Rechtswissenschaft. 1902 wurde er im Corps Saxonia Leipzig aktiv. Nach dem Referendarexamen kam er 1906 zur Regierung in Danzig. 1909 wurde er in Leipzig zum Dr. iur. promoviert.
1910 kam er als Regierungsassessor zum Landratsamt vom Kreis Kleve in der Rheinprovinz. Nach zwei Jahren als 2. Steuerkommissar der Börse Berlin wurde er 1914 zur Bezirksregierung Liegnitz in der Provinz Schlesien versetzt. Von 1914 bis 1916 nahm er als Oberleutnant der Reserve am Ersten Weltkrieg teil. 1917 wurde er in Liegnitz zum Regierungsrat ernannt. Von September 1919 bis 1945 war er Landrat im Landkreis Landeshut i. Schles. Seine letzte Amtshandlung war am 7. Mai 1945 die Aufhebung der 1940 durch das NS-Regime verfügten Beschlagnahme des Benediktinerklosters Grüssau. Nach der Ausweisung aus Schlesien 1946 kam Fiebrantz mit dem ersten Transport nach Oldenburg/Oldb., wo er 1950 das Landrat-Dr.-Fiebrantz-Hilfswerk mitbegründete. 
Otto Fiebrantz war mit Ulrike Anna Margarethe Richter verheiratet. Die Trauung fand am 25. November 1915 in Berlin-Zehlendorf statt.

## Werke
- Die Rechtsstellung des Domänenfiskus in Schulsachen bei einem Domänenerwerb in Westpreußen. Diss. Univ. Leipzig 1909.
- Zusammen mit [Arthur] Brieger: Denkschrift über die wirtschaftlichen und gesundheitlichen Notstände im Kreise Landeshut am Schluss des Jahres 1925. Landeshut i.Schl. 1926. (DNB 57252921X)

## Ehrungen
- Ehrenbürger von Stadt und Kreis Landeshut durch die Heimatvertriebenen
- Bundesverdienstkreuz 1. Klasse (1957)[12]